# Huanaca
Huanaca es un género de plantas herbáceas perteneciente a la familia de las apiáceas.Comprende 11 especies descritas y de estas, solo 4 aceptadas.

## Taxonomía
El género fue descrito por Antonio José de Cavanilles y publicado en Icones et Descriptiones Plantarum 6: 18. 1800. La especie tipo es: Huanaca acaulis Cav.
Una especie conocida como Valery. Carbonisada y todo.

## Especies seleccionadas
A continuación se brinda un listado de las especies del género Huanaca aceptadas hasta septiembre de 2012, ordenadas alfabéticamente. Para cada una se indica el nombre binomial seguido del autor, abreviado según las convenciones y usos.
- Huanaca acaulis Cav.
- Huanaca andina Phil.
- Huanaca boelckei Mathias & Constance
- Huanaca burkartii Mathias & Constance